# كرايغ ستانلي (لاعب كريكت)
كرايغ ستانلي (17 ديسمبر 1971 في المملكة المتحدة - ) (بالإنجليزية: Craig Stanley)‏ هو لاعب كريكت بريطاني. لعب مع Northumberland County Cricket Club ‏.

## وصلات خارجية
- كرايغ ستانلي على موقع إي آس بي آن كريك إنفو (الإنجليزية)